# علي أصغر بذري
علي أصغر بذري (من مواليد 11 سبتمبر 1980 في بهشهر، مازندران، إيران) هو مصارع إيراني شارك في دورة الألعاب الآسيوية 2006 في فئة 74 كلغ وفاز بالميدالية الذهبية.

## وصلات خارجية
- علي أصغر بذري على موقع قاعدة بيانات المصارعة الدولية (الإنجليزية)

- بروفايل